# Анчелотта
Анчелотта (итал. Ancellotta, синонимы Ancelotta di Massenzatico, Ancelotti, Balsamina Nera, Lancelotta, Rossissimo, Uino, Uvino) — красный
сорт технического (винодельческого) винограда, произрастающий преимущественно в Эмилии-Романьи, а также в некоторых других регионах севера Италии и юга Швейцарии.

## Происхождение и ареал
Сорт анчелотта возник на севере Италии. Вероятнее всего, он относится к семейству ламбруско. Культивируется с времён античности благодаря высокой устойчивости к низким температурам северной Италии с её умеренно континентальным климатом.
В 1998 году анчелотта занимала около 4 700 га. В основном культивируется в Италии, немного в Швейцарии, а также в Бразилии.
В 2000-х годах виноград этого сорта стал культивироваться в России, на Таманском полуострове (Краснодарский край).

## Применение
В полусладких и сладких сортах вина Ламбруско (итал. Lambrusco Reggiano)  (которое изготавливается из сортов винограда ламбруско: Maestri, Marani, Montericco, и Salamino), допускается использование до 10—15 % анчелотты; сорт применяется для придания вину сладости (сладкое Ламбруско популярно в США), смягчения вкуса и придания цвета.